# Anodonta californiensis
Anodonta californiensis е вид мида от семейство Unionidae. Видът е незастрашен от изчезване.

## Разпространение
Разпространен е в Канада (Британска Колумбия), Мексико (Чиуауа) и САЩ (Айдахо, Аризона, Вашингтон, Калифорния, Невада, Орегон, Уайоминг и Юта).

## Описание
Популацията на вида е намаляваща.